# 第6回世界大学野球選手権大会
第6回世界大学野球選手権大会（だい6かいせかいだいがくやきゅうせんしゅけんたいかい、6th FISU World University Baseball Championship）とは、2012年7月13日から20日にかけて、台湾の桃園県で開催される予定だった、国際大学スポーツ連盟（FISU）主催、国際野球連盟（IBAF）公認による、世界大学野球選手権大会の第6回大会。
2012年6月5日、参加を申請した地域がチャイニーズタイペイ以外に日本、韓国、スリランカの合計4チームしかなく、開催条件を満たす6チームに達しなかったため、中止となった。